# 沙世傑
沙世傑（1885年—？），字鳳千，江蘇省崇明縣人，清朝及中华民国医生。

## 生平
沙世傑毕业于日本千葉醫學專門學校。留学期间，光緒三十二年（1906年），於東京《法政雜誌》第一卷第四號，發表《山路愛山論清國法律學之事》。宣統三年（1911年）九月初五日，驗看學部考驗遊學畢業生，得分最優等，賞給醫科進士。
中华民国成立后，民國元年（1912年），任第三師二等軍醫長。民國四年（1915年）1月，任江蘇公立醫學專門學校專科教員。。他还是南社社員
至遲在民國16年1月已去世，為立嗣案其親屬曾多次上訴。